# Adam Sadrakuła
Adam Sadrakuła (ur. 14 maja 1914 w Piaskowie, zm. 10 sierpnia 1992) – polski działacz partyjny i państwowy, rolnik oraz podporucznik rezerwy. Przewodniczący Prezydium Wojewódzkiej Rady Narodowej we Wrocławiu (od 1946), poseł do Krajowej Rady Narodowej i na Sejm Ustawodawczy (1946–1952).

## Życiorys
W 1927 przeniósł się z rodziną do powiatu wołkowyskiego. Ukończył szkołę powszechną w Świsłoczy, potem przez rok uczęszczał do gimnazjum w Stołpcach (naukę przerwał z powodów finansowych). Ostatecznie w 1934 ukończył Państwową Średnią Szkołę Rolniczą w Bydgoszczy. Odbył służbę wojskową w Szkole Podchorążych Rezerwy w Słominie, następnie zatrudniony w oświacie rolniczej powiatów wołkowyskiego i sokólskiego. W kwietniu 1939 został zmobilizowany przez 79 Pułk Piechoty, w którym służył do zakończenia wojny w stopniu podporucznika rezerwy. W październiku 1939 dostał się do niewoli niemieckiej, przebywał m.in. w Stargardzie i Oflagu II C Woldenberg w Dobiegniewie. W czerwcu 1945 powrócił do Polski. Wstąpił do Stronnictwa Ludowego (lubelskiego), następnie do końca kwietnia 1946 pracował w Zarządzie Głównym Samopomocy Chłopskiej. Od 15 kwietnia 1946 przewodniczył Wojewódzkiej Radzie Narodowej we Wrocławiu (zajmował to stanowisko najpóźniej do 1949). Z rekomendacji wrocławskiej WRN od 20 września 1946 był posłem do Krajowej Rady Narodowej, następnie od 1947 do 1952 reprezentował okręg Wrocław II w Sejmie Ustawodawczym.
Był żonaty z Marią Pruszak herbu Leliwa (1924–2001). Został pochowany na Cmentarzu Powązkowskim w Warszawie.